# وديعة (دير حافر)
وديعة قرية سوريّة تتبع إداريّاً لمحافظة حلب منطقة دير حافر ناحية كويرس شرقي، بلغ تعداد سكانها 598 نسمة حسب التعداد السكاني لعام 2004.